# Meidoorn
Meidoorn (Crataegus) is een geslacht uit de rozenfamilie (Rosaceae). Het geslacht wordt ook wel haagdoorn of steendoorn genoemd. Het zijn struiken die van nature in Europa, Noord-Amerika, Azië en Noord-Afrika voorkomen. Sommige soorten komen ook als boom voor. De meidoorn werd vanwege de doornen op de takken veel gebruikt in hagen als afscheiding voor het vee. Op sommige plaatsen zoals in het gebied de Maasheggen in het noordoosten van Noord-Brabant is dat nog goed te zien. Het hout is hard en fijn van structuur.
Het geslacht omvat honderden soorten, daarvan komen in de Benelux drie soorten van nature voor. Dit zijn de eenstijlige meidoorn (Crataegus monogyna , synoniem: Crataegus oxycantha), de tweestijlige meidoorn (Crataegus laevigata) en de koraalmeidoorn (Crataegus rhipidophylla). Er komt ook een hybride van eenstijlige en tweestijlige meidoorn in het wild voor, Crataegus × macrocarpa.

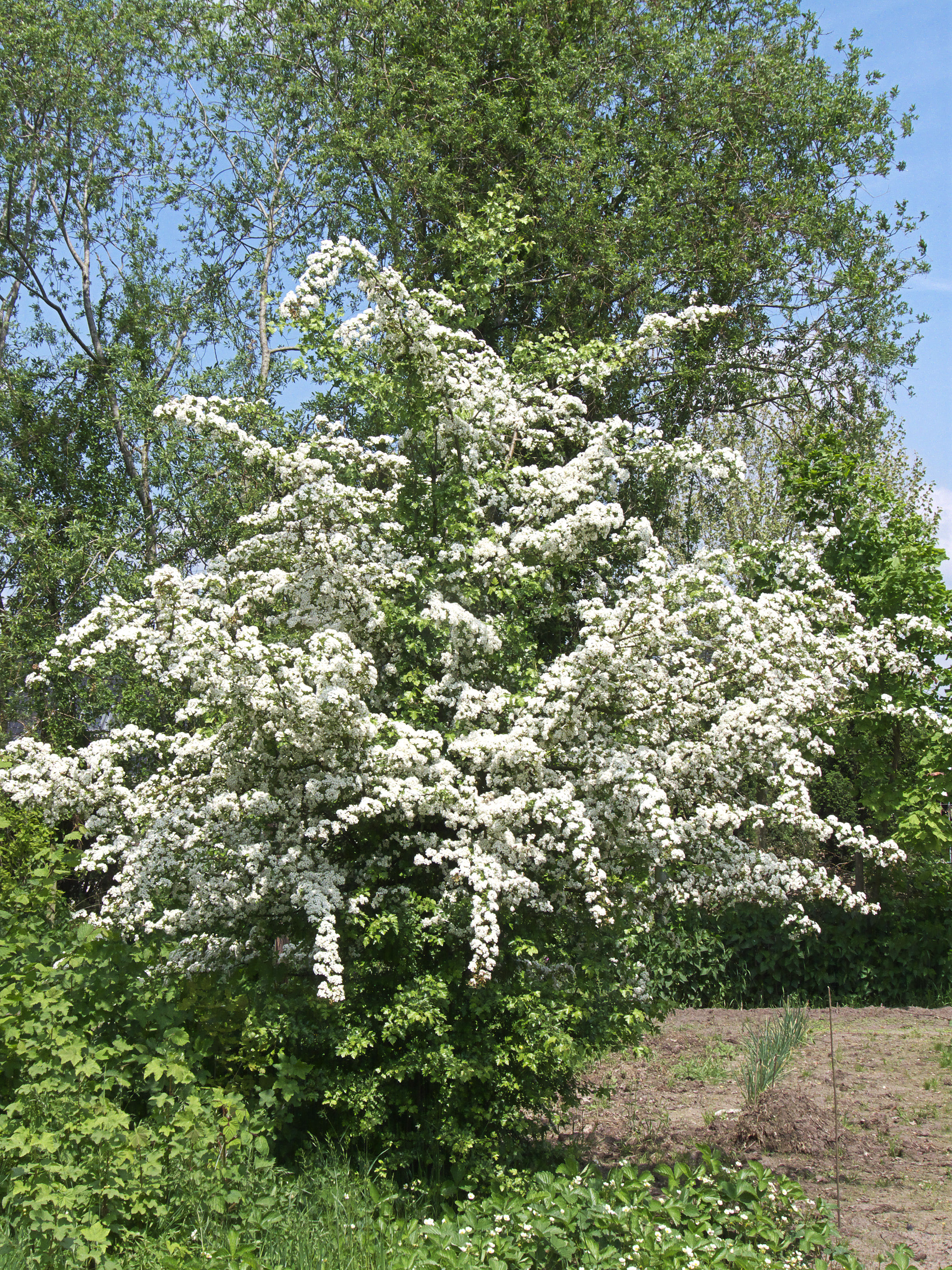
Eenstijlige meidoorn

Daarnaast worden de hybriden Crataegus × lavalleei en de uit China afkomstige Crataegus persimilis als sierboom aangeplant.

## Kenmerken
De eenstijlige meidoorn kan een tot 10 m hoge boom worden, terwijl de tweestijlige meidoorn een struik is die tot 4,5 m hoog wordt. Ze bloeien in mei/juni met sterk geurende bloemen. Aan de takken zitten doornen.
Als sierboom wordt van de tweestijlige meidoorn het ras 'Paul's Scarlet' aangeplant. Deze heeft gevulde, rozerode bloemen en vormt geen vruchten. Door de gevulde bloemen is deze meidoorn minder gevoelig voor bacterievuur (Erwinia amylovora). De boom wordt tot 6 meter hoog. De boom wordt door oculeren vermeerderd op de onderstam van de andere soorten.
Het hout dat geleverd wordt door de meidoorn is hard, taai en vast.

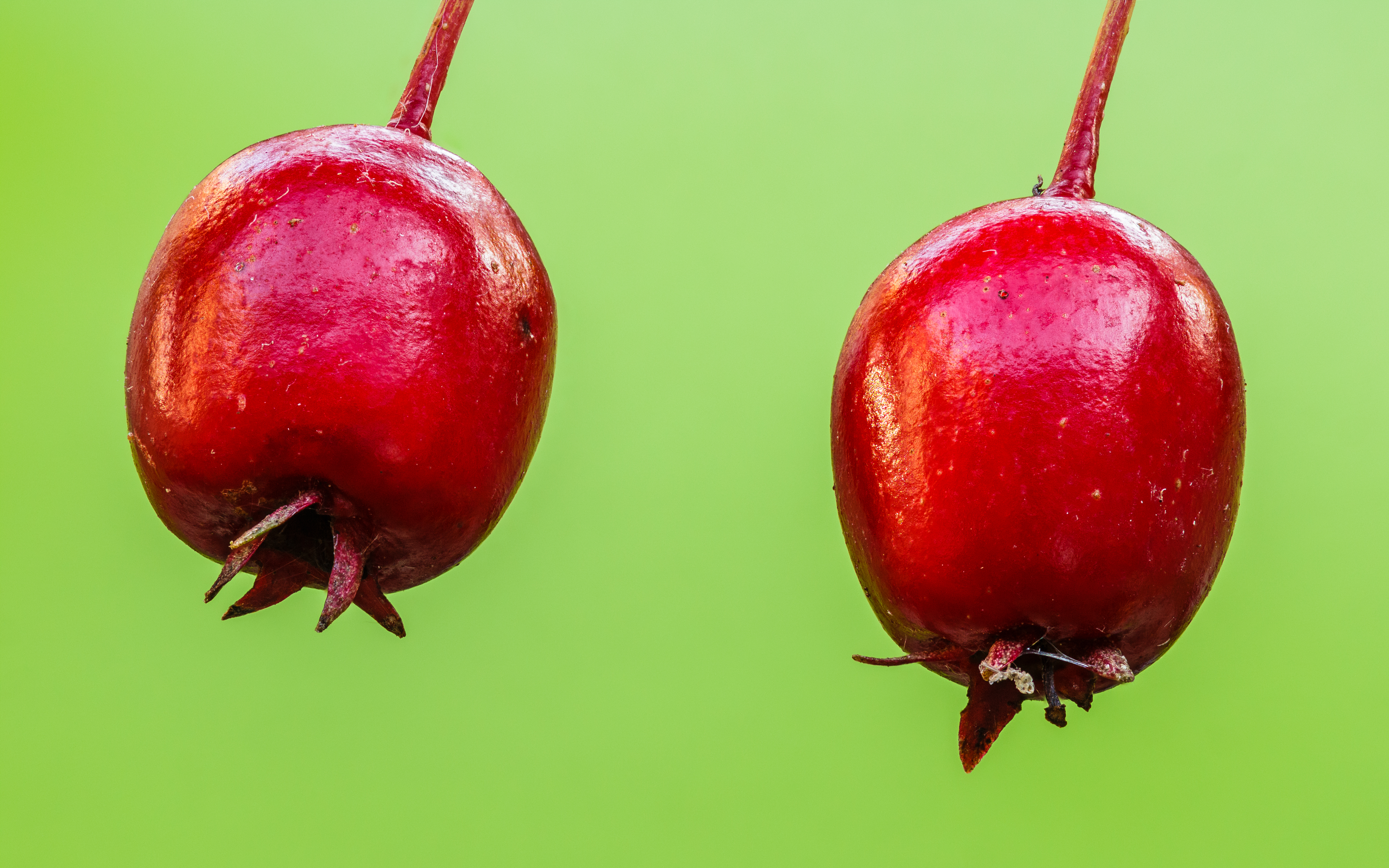
Vruchten van een meidoorn (Crataegus)

## Ziekten
De meidoorn is evenals de peer en de mispel vatbaar voor bacterievuur. Hierdoor zijn veel meidoornhagen verdwenen. Vooral meidoorns die oorspronkelijk uit Italië afkomstig waren, bleken vatbaar. De meidoorn mag daarom in bepaalde gebieden ter bescherming van de fruit- en boomteelt niet meer aangeplant worden.

## Ecologische waarde
De meidoorn is door de doornen redelijk beschermd tegen de vraat van grote grazers. Bovendien stelt hij andere soorten, zoals eiken, in staat onder zijn bescherming uit te groeien in gebieden waar grazers actief zijn. De meidoorn komt onder andere veel voor langs bosranden. In het verleden werd de meidoorn veelvuldig aangeplant voor het gebruik in ondoordringbare vlechtheggen.
De meidoorn is een waardplant van de meidoornstippelmot, meidoornvouwmot, meidoornspanner, meidoornmot, bastaardsatijnvlinder, koningspage, meidoornkielwants, meidoornhaantje, penseelkever en groene appeltakluis.

## Vermeerdering
De plant vermeerdert zich door zaad en door stekken.

## Soorten en cultivars
Men onderscheidt diverse soorten en cultivars. Van de grondvorm:
- Crataegus carrierei
- Crataegus grignonensis

Van de rechtopgaande variëteit:
- Crataegus monogyna stricta
- Crataegus crus-galli

Van de rode variëteit:
- Crataegus laevigata Paul's Scarlet

## Zie ook

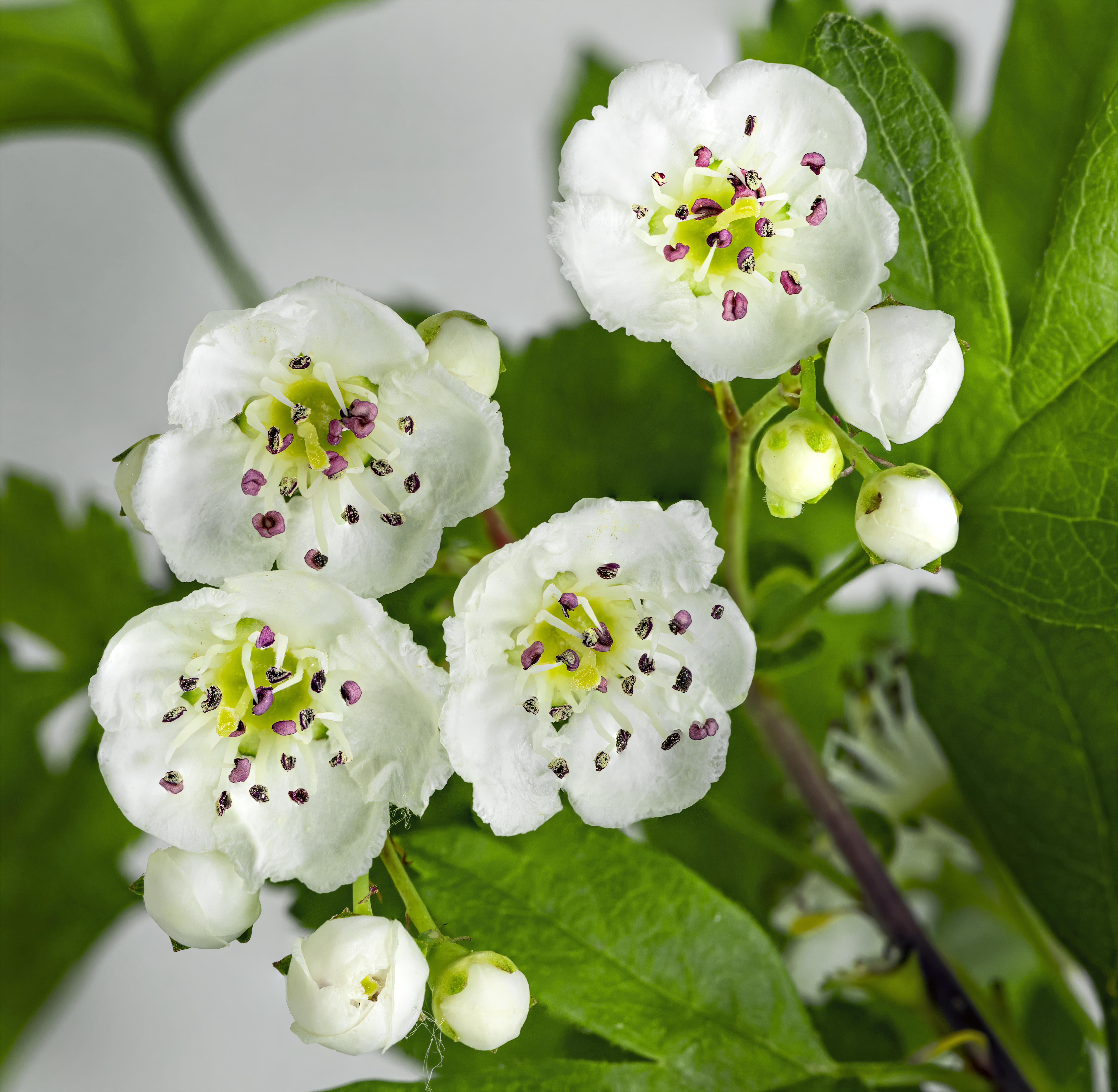
Bloesem van eenstijlige meidoorn
Bloesem van eenstijlige meidoorn
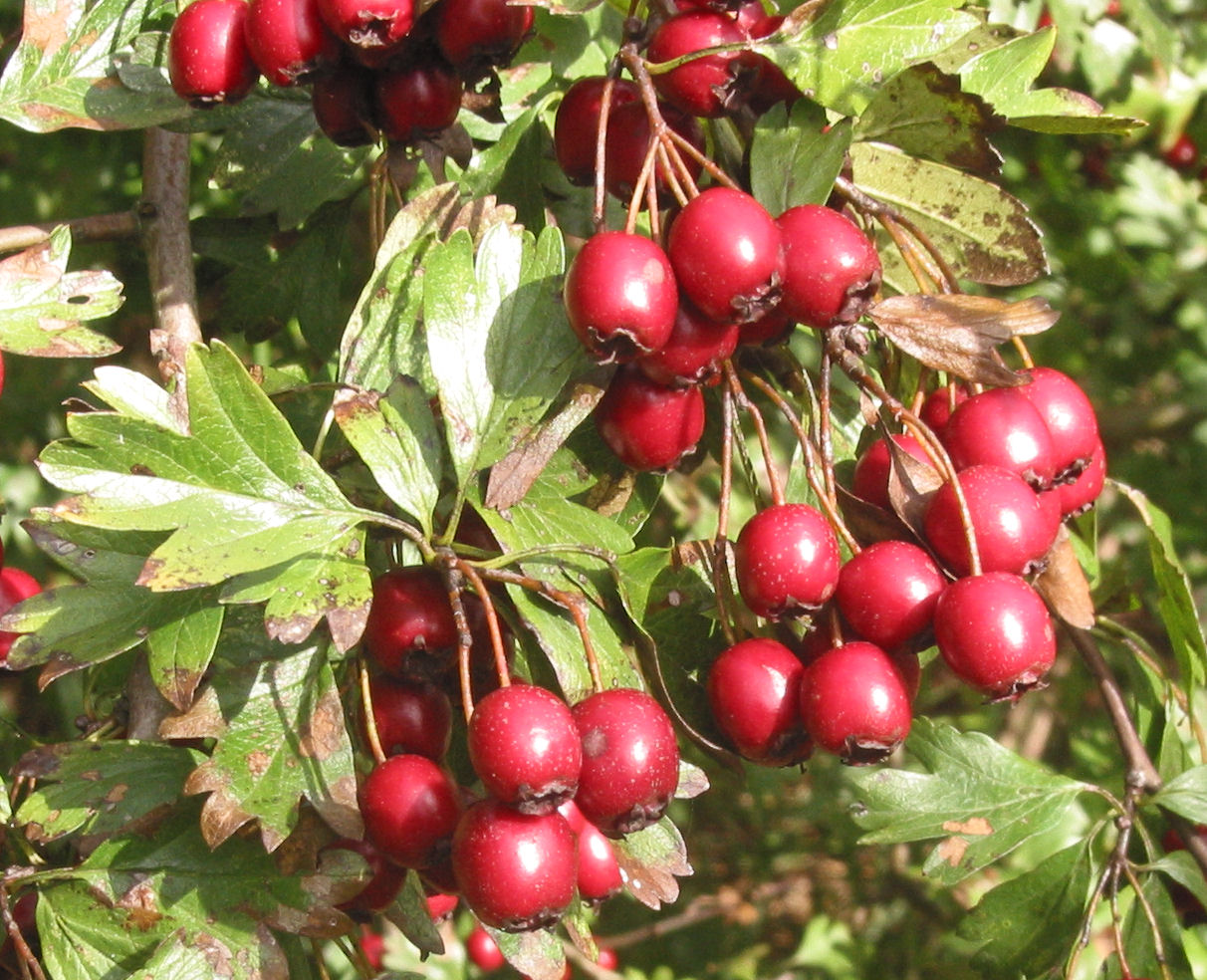
Vruchten van eenstijlige meidoorn
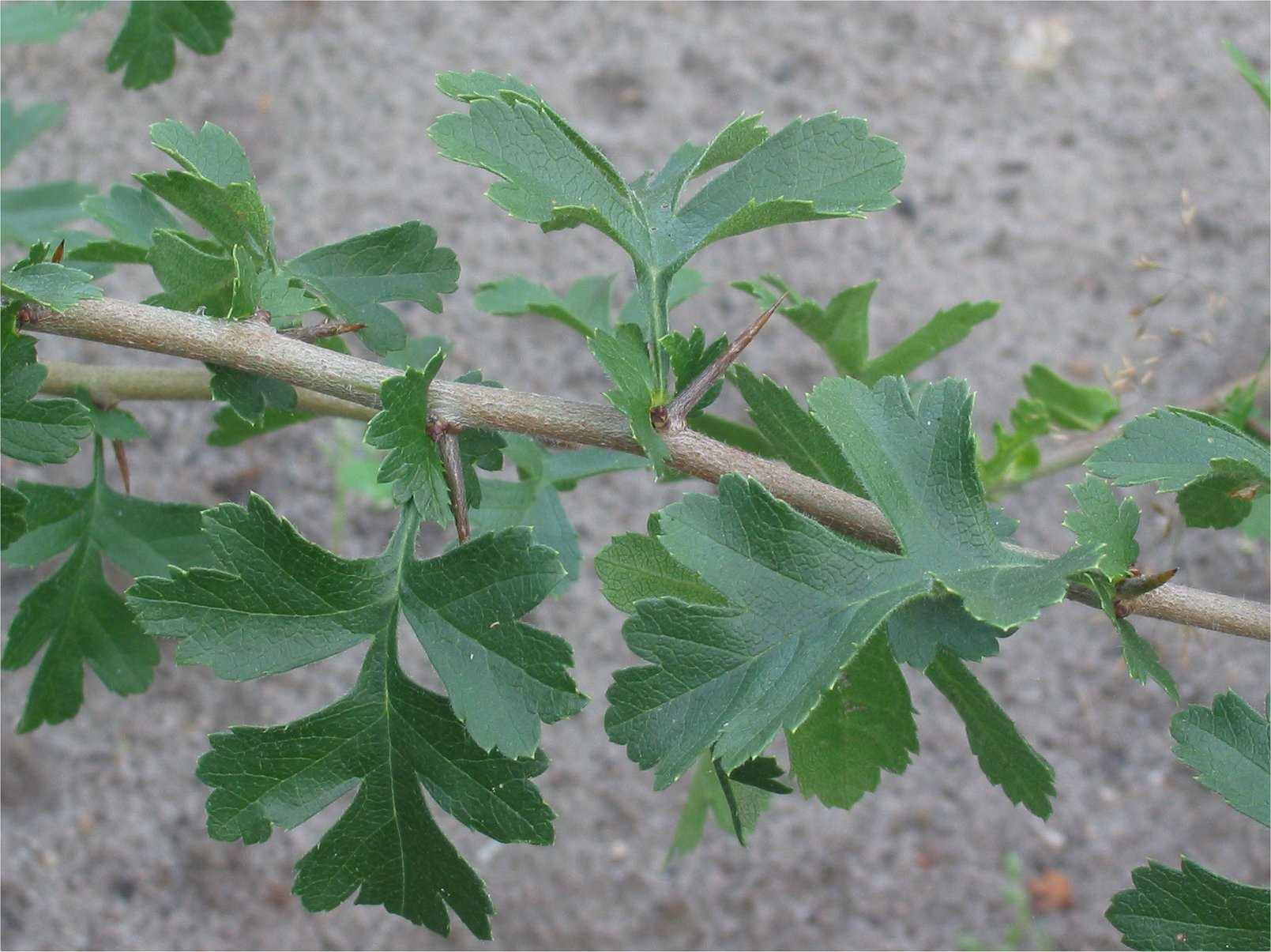
Takdoorns bij eenstijlige meidoorn
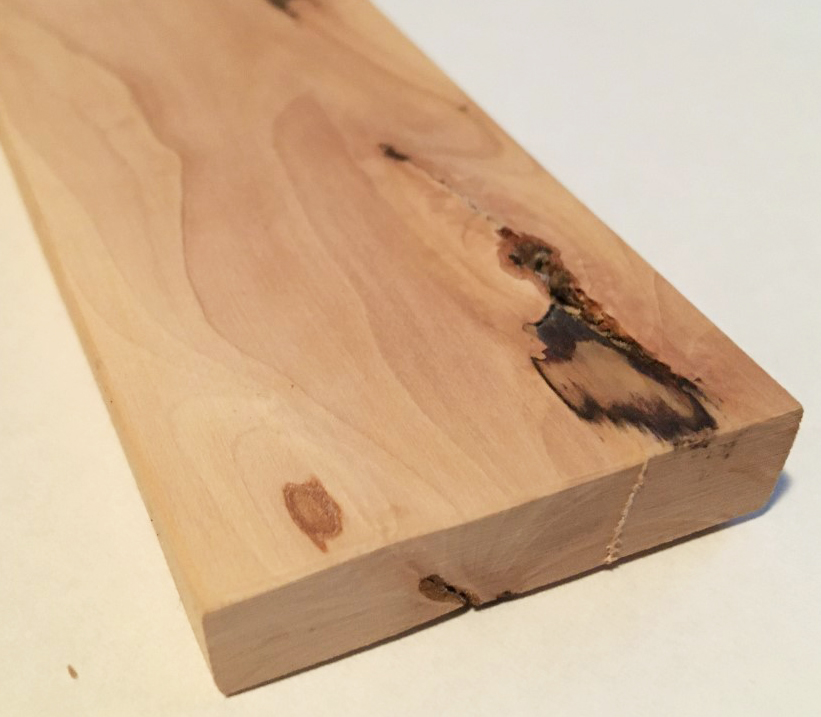
Meidoornhout